# Aleucanitis sinuosa
Aleucanitis sinuosa är en fjärilsart som beskrevs av Otto Staudinger 1884. Aleucanitis sinuosa ingår i släktet Aleucanitis och familjen nattflyn. Inga underarter finns listade i Catalogue of Life.